# نرده (سیرجان)
نرده یک روستا در ایران است که در شهرستان سیرجان واقع شده‌است. نرده ۱۳ نفر جمعیت دارد.